# جو اشورث
جو اشورث (انگلیسی: Joe Ashworth؛ ۶ ژانویه ۱۹۴۳ – ۲۰۰۲ (۵۸−۵۹ سال)) بازیکن فوتبال اهل بریتانیا بود.
از باشگاه‌هایی که در آن بازی کرده‌است می‌توان به باشگاه فوتبال برافورد پارک آونیو، باشگاه فوتبال یورک سیتی، باشگاه فوتبال استوک‌پورت کانتی، باشگاه فوتبال ساوتند یونایتد، باشگاه فوتبال ای‌اف‌سی بورنموث، و باشگاه فوتبال روچدیل اشاره کرد.